# Институт открытых данных
Институ́т откры́тых да́нных (англ. Open Data Institute, ODI) — некоммерческая организация, частная компания с ограниченной ответственностью, базирующаяся в Лондоне, Великобритания.
В мире функционирует 13 отделений института открытых данных, принявших те же цели: распространение и разработка принципов открытой технологии передачи данных.

## Деятельность

### Курсы
Институт открытых данных занимается проведением платных курсов обучения (как в здании института, так и по интернету), в Великобритании и на международном уровне. На январь 2016 года предлагается 12 различных курсов.

### Проекты
Институт открытых данных в настоящее время финансирует два научно-исследовательских проекта: DaPaaS и OpenDataMonitor.
DaPaaS (англ. The Data-and Platform-as-a-Service) — проект, цель которого — помочь и разработчикам, и организациям публиковать данные простым и эффективным способом. Результаты: снижение затрат публикации данных для малого и среднего бизнеса, сокращение использования облачных хранилищ данных, увеличение скорости новой публикации наборов данных, уменьшение стоимости создания приложений с использованием их развитой платформы, и т. д.
OpenDataMonitor — ресурс, позволяющий пользователям просматривать доступные ресурсы открытых данных и участвовать в анализе и визуализации данных. Для того, чтобы собрать информацию, будут собраны и обработаны метаданные из открытых данных.

## Руководство
Институт возглавляют:
- Тим Бернерс-Ли, президент и соучредитель[9]
- Найджел Шедболт, председатель и соучредитель[9]
- Гэвин Старков, главный исполнительный директор
- Роб Брайан, секретарь
- Роджер Хэмпсон, неисполнительный директор
- Джени Теннисон, технический директор
- Стюарт Коулман, коммерческий директор